# Tauró (pel·lícula)
Tauró (títol original en anglès: Jaws) és una pel·lícula de terror dels Estats Units dirigida per Steven Spielberg i estrenada el 1975, basada en el best-seller homònim de Peter Benchley. Guanyà tres Oscars pel millor muntatge, millor banda sonora, i millor so, essent, a més, nominada a millor pel·lícula, si bé no guanyà finalment aquest premi. El seu gran èxit comportà la producció de les seqüeles Jaws 2, Jaws 3-D i Jaws: The Revenge, tot i que cap d'aquestes fou dirigida per Spielberg. Destaca l'èxit del seu tema musical central. Ha estat doblada al català.
Tauró es va estrenar originalment als Estats Units el 20 de juny 1975, però la versió doblada al català no es va emetre per primer cop fins al 15 d'agost de 2017 a TV3. La plataforma de vídeo sota demanda Netflix va incorporar el doblatge del fons de TV3 el 10 de juliol de 2022. D'aquesta manera, es va convertir en el primer doblatge de pel·lícula fet per la televisió pública catalana en arribar a Netflix.

## Argument
L'acció s'inicia a la platja de l'illa Amity quan una jove present en una festa nocturna decideix anar al mar a banyar-se, mentre el seu xicot està adormit borratxo a la platja, i de cop la jove és atacada pel tauró. L'endemà el xicot denuncia la seva desaparició i troben el cos de la noia parcialment devorat. Després de la mort, el nou cap de policia Martin Brody (interpretat per Roy Scheider) ha d'aclarir si la mort s'ha degut a un tauró o no, decidint vigilar la platja personalment.
Posteriorment, un nen mor per un nou atac del tauró i la mare ofereix una recompensa per la mort de l'animal, fet que provoca que els pescadors de l'illa es llencin amb frenesí a la captura del gran tauró blanc. Paral·lelament, arriba a l'illa l'expert en taurons Matt Hooper (interpretat per Richard Dreyfuss).
Els pescadors capturen un gran tauró tigre i es dona per finalitzat l'assumpte, però Matt Hooper és l'únic que dubta que aquest fos el causant de les morts i decideix buscar noves pistes a plena mar, trobant allí un bot a la deriva i dins el cadàver del pescador Ben Gardner. Hooper troba sota del bot la dent d'un gran tauró blanc.
Malgrat les advertències de Hooper i Brody, l'alcalde ordena obrir de nou les platges el 4 de juliol. Després d'una falsa alarma el tauró torna a reaparèixer, tot cobrant-se una nova víctima, fet que provoca que Brody obligui a l'alcalde a contractar a Quint (interpretat per Robert Shaw), un excèntric caçador de taurons, qui al costat de Brody i Hooper es fa a la mar a la recerca del gran blanc.
El combat entre homes i peix és cada cop més dur i les relacions entre els tres homes cada cop més tenses. Finalment, davant la falta d'èxit de les tècniques de caça de Quint, Hooper descén a l'aigua amb una gàbia, la qual és destrossada pel tauró, si bé Hooper aconsegueix escapar-ne amb vida.
El clímax arriba quan el tauró aconsegueix fer enfonsar el vaixell saltant sobre la popa i devora a Quint. Brody aconsegueix introduir un tanc d'oxigen a la boca de l'animal i des del pal del vaixell que s'enfonsa ràpidament aconsegueix disparar amb un fusell al tanc d'oxigen i fer explotar l'animal.

## Repartiment
| Intèrpret            | Veu en català    | Personatge            |
| -------------------- | ---------------- | --------------------- |
| Roy Scheider         | Jordi Boixaderas | Martin Brody          |
| Robert Shaw          | Toni Sevilla     | Quint                 |
| Richard Dreyfuss     | David Jenner     | Matt Hooper           |
| Lorraine Gary        | Alicia Laorden   | Ellen Brody           |
| Murray Hamilton      | Domènec Farell   | Alcalde Larry Vaughn  |
| Carl Gottlieb        | Pep Ribas        | Ben Meadows           |
| Jeffrey Kramer       | Ramon Canals     | Hendricks             |
| Susan Backlinie      | Mar Roca         | Chrissie Watkins      |
| Jonathan Filley      | Pep Papell       | Tom Cassidy           |
| Ted Grossman         | Jordi Salas      | Víctima del Tauró     |
| Chris Rebello        | Meritxell Sota   | Michael Brody         |
| Jay Mello            | Desconegut       | Sean Brody            |
| Lee Fierro           | Rosa Maria Pizà  | Sra. Kintner          |
| Jeffrey Voorhees     | Desconegut       | Alex Kintner          |
| Craig Kingsbury      | Francesc Belda   | Ben Gadner            |
| Peggy Scott          | Mercè Segarra    | Polly                 |
| Fritzi Jane Courtney | Desconegut       | Sra. Taft             |
| Phil Murray          | Francesc Belda   | Sr. Taft              |
| Peter Benchley       | Ramon Canals     | Reporter de televisió |
| Edward Chalmers Jr.  | Pep Papell       | Sr. Denherder         |
| Alston Goff          | Francesc Belda   | Botiguer              |
| Robert Chambers      | Jaume Costa      | Charlie               |
| Veu                  | Oriol de Balle   | Veus addicionals      |
| Veu                  | Julia Chalmeta   | Veus addicionals      |
| Veu                  | Carme Calvell    | Veus addicionals      |
| Veu                  | Antoni Forteza   | Veus addicionals      |

## Premis i nominacions

### Premis[6]
- Oscar al millor muntatge (Verna Fields)
- Oscar a la millor banda sonora (John Williams)
- Oscar al millor so (Robert L. Hoyt, Roger Heman Jr., Earl Mabery, John R. Carter)

### Nominacions[6]
- Oscar a la millor pel·lícula (Richard D. Zanuck, David Brown)